# Ross McElwee
Ross McElwee (né le 21 juillet 1947 à Charlotte (Caroline du Nord)) est un réalisateur, directeur de la photographie, producteur, monteur et scénariste américain.

## Filmographie

### Comme réalisateur
- 1974 : 20,000 Missing Persons
- 1976 : 68 Albany Street
- 1979 : Space Coast
- 1980 : Charleen
- 1981 : Resident Exile
- 1984 : Backyard
- 1986 : Sherman's March
- 1991 : Something to Do with the Wall
- 1991 : Past Imperfect (TV)
- 1994 : Time Indefinite
- 1996 : Six O'Clock News
- 2003 : La Splendeur des McElwee (Bright Leaves)
- 2011 : Photographic Memory

### Comme directeur de la photographie
- 1974 : 20,000 Missing Persons
- 1976 : 68 Albany Street
- 1977 : Energy War
- 1980 : N!ai, the Story of a K!ung Woman
- 1986 : Sherman's March
- 1991 : Something to Do with the Wall
- 1994 : Time Indefinite
- 2003 : La Splendeur des McElwee (Bright Leaves)

### Comme producteur
- 1979 : Space Coast
- 1981 : Resident Exile
- 1991 : Something to Do with the Wall
- 1996 : Six O'Clock News
- 2003 : La Splendeur des McElwee (Bright Leaves)

### Comme monteur
- 1979 : Space Coast
- 1981 : Resident Exile
- 1986 : Sherman's March
- 1991 : Something to Do with the Wall
- 1996 : Six O'Clock News
- 2003 : La Splendeur des McElwee (Bright Leaves)

### Comme scénariste
- 1986 : Sherman's March
- 1991 : Something to Do with the Wall
- 1994 : Time Indefinite
- 1996 : Six O'Clock News
- 2003 : La Splendeur des McElwee (Bright Leaves)